# Другий сніданок

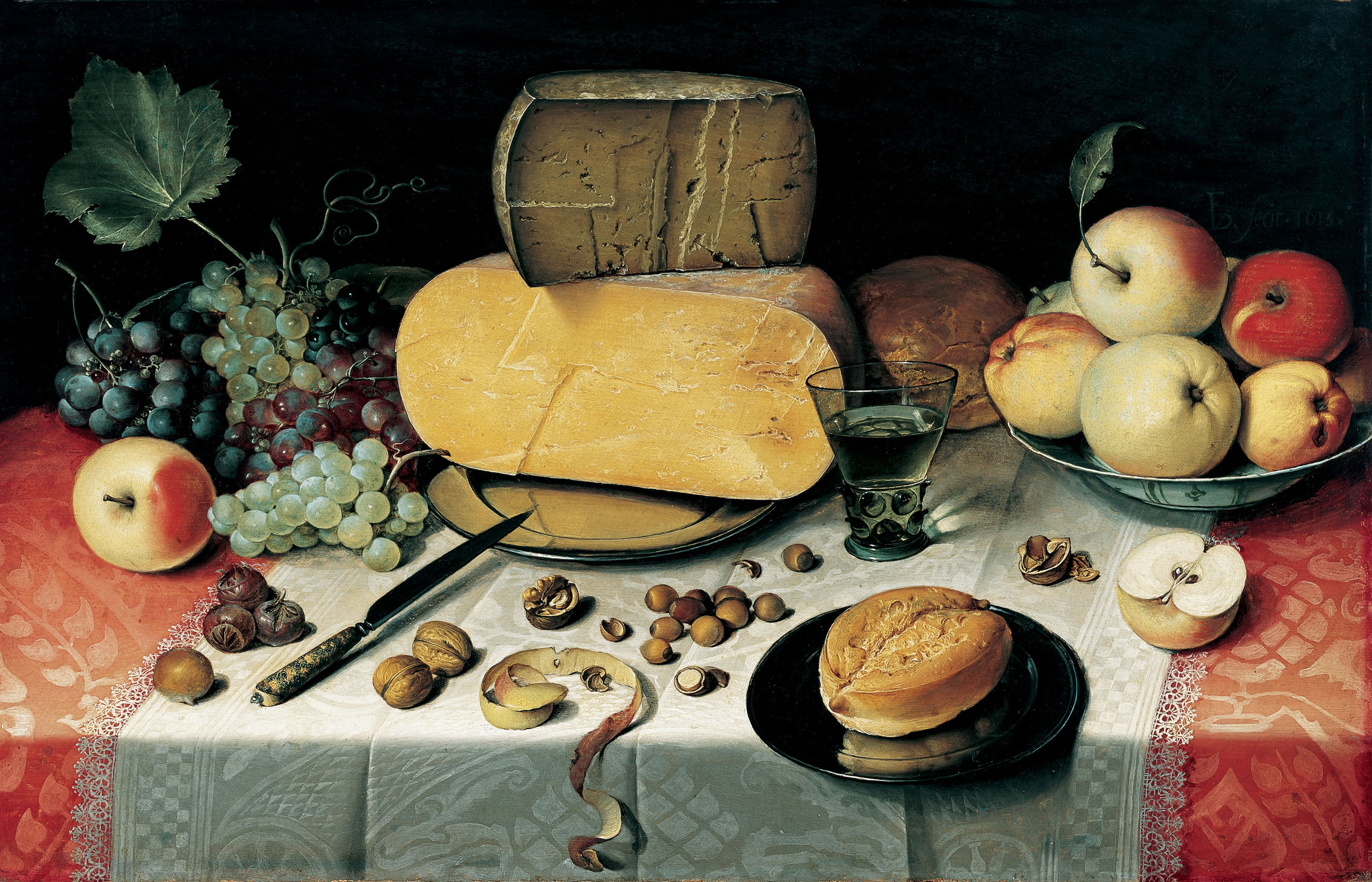

Другий сніданок (англ. second breakfast, нім. zweites Frühstück, пол. drugie śniadanie) — їжа, яку їдять після сніданку, але до обіду. Другий сніданок традиційний в Баварії та Польщі, також Австрії. У цих землях і країнах — це типова складова 4-х чи 5-ти разового харчування протягом дня.